# أندوني غويكيوتكسيا
أندوني غويكيوتكسيا (بالإسبانية: Andoni Goikoetxea)، من مواليد 23 مايو 1956، لاعب كرة قدم إسباني سابق، ومدرب كرة قدم .
لعب مع منتخب إسبانيا لكرة القدم.

## وصلات خارجية
- أندوني غويكيوتكسيا على موقع الاتحاد الدولي (مؤرشف)  (الإنجليزية)
- أندوني غويكيوتكسيا على موقع قاعدة بيانات كرة القدم.إي يو (الإنجليزية)
- أندوني غويكيوتكسيا على موقع ليكيب (الفرنسية)
- أندوني غويكيوتكسيا على موقع ناشيونال فوتبول تيمز (الإنجليزية)
- أندوني غويكيوتكسيا على موقع Soccerbase.com (مدرب) (الإنجليزية)
- أندوني غويكيوتكسيا على موقع عالم كرة القدم.نت (الإنجليزية)